# Trent Reznor-diszkográfia

## Dalszerzés és előadás
- Hangeffektek és zene a Quake (1996) számára. Trent Reznor és Nine Inch Nails szerzemények.
- Videodrones; Questions megtalálható: Lost Highway – Útvesztőben filmzene (1997)
- Driver Down megtalálható: Lost Highway – Útvesztőben filmzene (1997)
- The Social Network – A közösségi háló filmzene Atticus Ross-szal közösen (2010)

## Közreműködés
- "My Monkey" a Marilyn Manson számára, megtalálható: Portrait of an American Family (1994)
- "Victory (Nine Inch Nails Remix)" a Puff Daddy & The Family számára, megtalálható: "Victory: Remixes" (1998)

## Gitár
- "Lunchbox" a Marilyn Manson számára, megtalálható: Portrait of an American Family (1994)
- "Little Horn" a Marilyn Manson számára, megtalálható: Antichrist Superstar (1996)
- "Mister Superstar" a Marilyn Manson számára, megtalálható: Antichrist Superstar (1996)
- "Deformography" a Marilyn Manson számára, megtalálható: Antichrist Superstar (1996)

## Mellotron
- "Cryptorchid" a Marilyn Manson számára, megtalálható: Antichrist Superstar (1996)

## Keverés
- Portrait of an American Family (Marilyn Manson, 1994)

## Zongora
- "Man That You Fear" a Marilyn Manson számára, megtalálható: Antichrist Superstar (1996)

## Producer
- "Get Your Gunn", számok: 1-2 (Marilyn Manson, 1994)
- Portrait of an American Family (Marilyn Manson, 1994)
- Született gyilkosok (Soundtrack, 1994)
- "Down in the Park" a Marilyn Manson számára, megtalálható: Lunchbox (1995)
- Prick, számok: 1, 3–5 (Prick, 1995)
- Smells Like Children (Marilyn Manson, 1995)
- Antichrist Superstar, számok: 1-2, 4-10, 12-16, 99 (Marilyn Manson, 1996)
- Lost Highway – Útvesztőben (Soundtrack, 1997)
- "Victory (Nine Inch Nails Remix)" a Puff Daddy & The Family számára, megtalálható: "Victory: Remixes" (1998)
- Voyeurs (Two, 1998)
- It Dreams (Vendég producer, Jakalope, 2004)

## Programozás
- Antichrist Superstar (Marilyn Manson, 1996)
- Cautiøn Dø Nøt Play (Crunch-O-Matic, 1991)

## Remixek
A Nine Inch Nails neve alatt futó remixeket lásd a Nine Inch Nails-diszkográfia: Remixek lapon.
- "Burnt Offering" a Machines of Loving Grace számára, megtalálható: "Burn Like Brilliant Trash (At Jackie's Funeral)" (1992)
- "Burn Like Brilliant Trash (Dub 120 BPM)" a Machines of Loving Grace számára, megtalálható: "Burn Like Brilliant Trash (At Jackie's Funeral)" (1992)
- "Symphony of Destruction (The Gristle Mix)" a Megadeth számára, megtalálható: "Foreclosure of a Dream" (1992)
- "Stone Cold Crazy (Re-produced by Trent Reznor)" a Queen számára, megtalálható: "Stone Cold Crazy" (promo) (1992)
- "Tie Your Mother Down (Reznor Remix)" a Queen számára, hivatalosan soha nem jelent meg, először egy állítólag Trent Reznortól származó válogatáson tűnt fel egy 1992-es vagy 1993-as partin
- "Missing Link (Screaming Bird Mix)" a Curve számára, megtalálható: Blackerthreetrackertwo (1993)
- "Who Was In My Room Last Night (Trent Reznor Remix)" a Butthole Surfers számára, megtalálható: "The Wooden Song" (1993)
- "Mother Inferior Got Her Gunn (Trent Reznor Remix)" a Marilyn Manson számára, megtalálható: "Get Your Gunn" (1994)
- "The Heart's Filthy Lesson (Alt Mix)" David Bowie számára, megtalálható: "The Heart's Filthy Lesson" (1995)
- "I'm Afraid of Americans (V1, V2, V3, V4 & V6 Mixes)" David Bowie számára, megtalálható: "I'm Afraid of Americans" (1997)
- "Pleasant Smell (Rethought by Trent Reznor, Keith Hillebrandt and Clint Mansell)" a 12 Rounds számára, megtalálható: "Pleasant Smell" (1998)
- "Lapdance (Trent Reznor Remix)" a N*E*R*D számára, megtalálható: "Spin This" (válogatás) (2001)
- "Growing Up (Trent Reznor Remix)" Peter Gabriel számára, megtalálható: "Growing Up" (2003)
- "Vertigo (Trent Reznor Remix)" a U2 számára, megtalálható: "Vertigo (remix) (promo)" valamint "Sometimes You Can't Make It on Your Own" (2005)

## Szaxofon
- "Communiqué" a Lucky Pierre számára, megtalálható: Communiqué (1988)
- "I Need to Get to Know" a Lucky Pierre számára, megtalálható: Communiqué (1988)
- "My Monkey" a Marilyn Manson számára, megtalálható: "Portrait Of An American Family" (1994)
- "Driver Down" megtalálható: Útvesztőben filmzene (1997)

## Ének
- "Communiqué" a Lucky Pierre számára, megtalálható: Communiqué (1988)
- "I Need to Get to Know" a Lucky Pierre számára, megtalálható: Communiqué (1988)
- "Supernaut" az 1000 Homo DJs számára, megtalálható: "Supernaut" (1990) (az ének állítólag torzított a TVT Records kiadóval keletkezett nézeteltérés miatt, bár a téma továbbra is vitatott Jourgensen ellentmondásos állításai miatt)
- "Suck" a Pigface számára, megtalálható: Gub (1991), később újra rögzítették rejtett felvételként a Broken (1992) c. Nine Inch Nails EP számára
- "The Bushmaster" a Pigface számára, megtalálható: Gub (1991)
- "Supernaut (Trent Reznor Vocal Version)" az 1000 Homo DJs számára, megtalálható: Black Box – Wax Trax! Records: The First 13 Years (1994) (visszahelyezett énekkel)
- "Past the Mission" Tori Amos számára, megtalálható: Under the Pink (1994)
- "Black Bomb (Jerry in the Bag)" Josh Wink számára, megtalálható: Herehear (1998)
- "I'm Afraid Of Americans V1" David Bowie számára, megtalálható: "I'm Afraid of Americans" (1997) valamint "Seven" (2000) kislemezek